# Horabagrus brachysoma
Horabagrus brachysoma es una especie de peces de la familia Bagridae en el orden de los Siluriformes.

## Morfología
• Los machos pueden llegar alcanzar los 45 cm de longitud total.

## Hábitat
Es un pez de agua dulce y de clima tropical (23 °C-25 °C).

## Distribución geográfica
Se encuentran en Asia: Kerala (India ).